# Канюк, Гиди
Ги́ди Каню́к (ивр. גידי קאניוק‎; 11 февраля 1993 года; Рамат-Ган, Израиль) — израильский футболист, полузащитник, игрок клуба «Хапоэль» из Рамат-Гана.

## Клубная карьера
Играл в молодёжной команде израильского клуба «Маккаби» из города Петах-Тиква. С 2011 по 2017 год выступал за основную команду данного клуба, сыграв в общей сложности 147 матчей и забив 19 голов. В июле 2017 года перешёл в узбекистанский «Пахтакор», сыграл в составе ташкентского клуба 14 игр и забил один гол.
В январе 2018 года был отдан в аренду на полгода в израильское «Маккаби» из Тель-Авива, в июле того же года отдан в аренду в другое израильское «Маккаби» — из Петах-Тиквы, то есть в свой родной клуб, где выступал до июня 2019 года. После окончания аренды вернулся в «Пахтакор».

## Международная карьера
В 2010 и 2011 году выступал за юношескую сборные Израиля. В составе юношеской сборной Израиля до 18 лет сыграл 12 матчей и забил один гол, в составе юношеской сборной до 19 лет сыграл четыре матча.